# Molto dopo mezzanotte
Molto dopo mezzanotte (Long After Midnight) è una raccolta del 1975 di 22 racconti dello scrittore Ray Bradbury. I generi dei racconti spaziano dalla fantascienza al fantastico, dal realistico all'horror. È stato pubblicato da Mondadori anche col titolo Molto dopo mezzanotte e altri ventun racconti in due volumi nel 1979.

## Racconti
- La bottiglia azzurra (The Blue Bottle). Ambientato su Marte, il racconto segue la ricerca da parte di due amici della Bottiglia Azzurra, misterioso artefatto marziano.

- In trappola (One Timeless Spring) è incentrato su un ragazzo turbato e spaventato dai cambiamenti dell'adolescenza.

- L'uomo che bruciava (The Burning Man) ha come protagonisti un ragazzo e sua zia che, in una caldissima giornata estiva, danno un passaggio in macchina ad uno strano autostoppista.

- Il pappagallo che conobbe papà (The Parrot Who Met Papa) è la parodia di una detective story hard boiled e al tempo stesso un omaggio a Ernest Hemingway. Il protagonista narra del rapimento del pappagallo con cui un celebre scrittore soprannominato "Papà" (Hemingway) amava conversare in un locale di Cuba. Il rapitore è lo stravagante Shelly Capon (un ironico alter ego di Truman Capote ).

- Un pezzo di legno (A Piece of Wood) segue il confronto tra due militari, un ufficiale e un sergente considerato pazzo che sostiene di aver inventato un apparecchio in grado di disintegrare ogni tipo di arma.

- Il Messia (The Messiah) racconta l'incontro tra un giovane sacerdote e una creatura aliena che assume l'aspetto di Gesù Cristo.

- Conversazioni nello spazio (G.B.S. - Mark V) si incentra sull'amicizia, durante un viaggio spaziale, tra un membro dell'equipaggio e un robot programmato per parlare e agire come George Bernard Shaw.

- Delitto senza castigo (The Utterly Perfect Murder) è la storia di una vendetta da parte del protagonista nei confronti di un suo vecchio amico d'infanzia.

- Castigo senza delitto (Punishment Without Crime) narra di un uomo che, tradito dalla moglie, si rivolge a una ditta che costruisce androidi, perfette repliche di persone reali, per permettere al loro cliente di uccidere "simbolicamente" la persona che odiano. Il titolo originale e quello italiano del racconto richiamano il capolavoro di Dostoevskij Delitto e castigo.

- Una domenica a Dublino (Getting Through Sunday Somehow). Il protagonista, in una noiosa domenica a Dublino, incontra una vecchia suonatrice ambulante d'arpa.

- Un'insolita proposta (Drink Entire: Against the Madness of Crowds). Un impiegato incontra una donna misteriosa che gli offre di diventare sua moglie e di proteggerlo con la magia  dall'infelicità della vita cittadina.

- Viaggio in Messico (Interval in Sunlight) è il racconto del travagliato viaggio in Messico di una coppia di sposi.

- Tempo fermo (A Story of Love). Uno studente si innamora della sua giovane insegnante.

- Il desiderio (The Wish). Un uomo ottiene la possibilità di parlare ancora una volta con il padre morto.

- Angelo, guarda al futuro (Forever and the Earth). Un magnate del futuro appassionato di letteratura riesce a trasportare da lui con una sorta di macchina del tempo lo scrittore Thomas Wolfe, affinché questi scriva un libro per lui.

- La vera saggezza (The Better Part of Wisdom). Un uomo anziano visita suo nipote e scopre che il giovane convive con un altro uomo.

- Breve storia del Quarto Reich (Darling Adolf). Nel corso delle riprese di un film sul Terzo Reich, l'attore che impersona Adolf Hitler, trascinato dal fanatismo e dalle manie di grandezza, inizia a immedesimarsi nel personaggio.

- I miracoli di Jamie (The Miracles of Jamie). Un ragazzino si convince di poter compiere miracoli, e di poter ottenere qualsiasi cosa semplicemente desiderandola.

- Gioco d'ottobre (The October Game). Nel corso di una festa di Halloween, si consuma la macabra vendetta di un marito nei confronti della moglie da lui odiata.

- Il pan di segala (The Pumpernickel). Un uomo adulto ricorda una giornata trascorsa con i suoi amici di gioventù.

- Molto dopo mezzanotte (Long After Midnight). Tre uomini prelevano e portano via in ambulanza il cadavere di una ragazza suicida.

- Una tavoletta di cioccolato per te! (Have I Got a Chocolate Bar For You). Un sacerdote riceve un'insolita confessione.